# Nesodynerus cyphotes
Nesodynerus cyphotes är en stekelart som först beskrevs av Perkins.  Nesodynerus cyphotes ingår i släktet Nesodynerus och familjen Eumenidae. Inga underarter finns listade i Catalogue of Life.